# Håbets Pris
Håbets Pris eller engelsk Prize of Hope er en teaterpris der uddeles hvert andet år i Danmark i Aasen, Nordjylland, og hvert andet år i Californien, USA.

## Prismodtagere
- 1989. Trevor Davies.  Festival of Fools, København, Danmark.
- 1990. Alexander Jochwed. Teaterværkstedet Den Blå Hest, Århus, Danmark.
- 1991. Tage Hind. Institut for Dramaturgi, Århus Universitet, Danmark.
- 1992. Iben Nagel Rasmussen. Odin Teatret, Holstebro, Danmark.
- 1994. Arne Aabenhus & Asger Hulgaard. Dansk  Amatør Teater Samvirke.
- 1995. Hans Hellberg. Narren, Stockholm, Sverige.
- 1996. Hans Rønne. Teatret, Odder, Danmark.
- 1997. Grenland Friteater. Porsgrunn. Norge.
- 1998. Chris Torch. Intercult Stockholm.
- 1999. Randi Patterson. Living Movement & Nyt Dansk Danseteater.
- 2000. Åsa Simma. Samisk teater og film. Sameland.
- 2001. Klaus Hoffmeyer. Skuespilchef ved Det Kongelige Teater.
- 2002. Helle Ryslinge. Filminstruktør, København.
- 2003. Bådteatret, ved kaptajnerne Tue Biering, Rolf Heim og Emil Korf-Hansen.
- 2004. Finn Hesselager.
- 2005. Dell’Arte International. Blue Lake, Californien, USA.
- 2007. Poul Fly Plejdrup. Scenograf, Odder, Danmark.
- 2008. Tim Robbins og The Actors´ Gang. Los Angeles, USA
- 2009. Suzanne Osten. Teatret “Unga Klara”, Stockholms stadsteater, Sverige.
- 2010. Human Nature. v/ David Simpson & Jane Lapiner, Petrolia, USA.
- 2011. Eugenio Barba og Odin Teatret. Holstebro, Danmark.
- 2012. Geoff Hoyle og Dan Hoyle. San Francisco, USA.
- 2013. Christian Lollike. Dramatiker, Café Teatret, København, Danmark.
- 2014. Clowns without Borders.
- 2015. Théâtre du Soleil & Ariane Mnouchkine. “La Cartoucherie”, Paris, Frankrig.
- 2016. Cornerstone Theater Company. Los Angeles, USA.
- 2017. C:ntact & Henrik Hartmann. Edison Scenen, Frederiksberg, Danmark.
- 2018. Universes Theater Company, New York, USA.
- 2019. Kitt Johnson, X-Act, København. Danmark.